# Beatriz Allende
Beatriz Patricia Ximena Allende Bussi (Santiago, 8 de septiembre de 1942-La Habana, 11 de octubre de 1977), también conocida como Tati por sus amigos, fue una médica y política socialista chilena.

## Biografía
De ascendencia española, belga e italiana, fue una de las tres hijas de Salvador Allende y Hortensia Bussi. 
Estudió medicina en la Universidad de Concepción durante tres años, después de los cuales se trasladó a Santiago para continuar sus estudios en la Universidad de Chile en donde se tituló de médica cirujana.
Recibió entrenamiento militar en Cuba, oportunidad en dónde encontró a Ernesto Che Guevara. La autora Margarita Espuña en su libro biográfico sobre Beatriz Allende, refiere que cuando conoció a Che Guevara éste le comentó –"¿Así que eres la hija del Dr. Allende?" a lo que ella "respondió tajante: Soy Beatriz Allende. Y Che Guevara sonrió".
Cuando su padre ascendió a la presidencia de Chile en 1970, Beatriz se convirtió en su más cercana asesora y colaboradora. El diario La Tercera la señala como "integrante de la 'secretaría privada' del mandatario". De tendencias más radicales que Allende, hizo de contacto en las negociaciones de éste y la izquierda radical chilena representada por el MIR.[cita requerida]
Según la biografía de Tanya Harmer, Beatriz Allende "participó de operaciones revolucionarias internacionalistas en América Latina". Estuvo con su padre en el Palacio de La Moneda hasta el último día, a pesar de estar embarazada, y solo abandonó el palacio presidencial atacado por las fuerzas militares cuando su padre le ordenó a ella, a su hermana Isabel y al resto de las mujeres que salieran.  
Se casó con el oficial de inteligencia y diplomático cubano Luis Fernández Oña, con quien, en septiembre de 1971, tuvo una hija, Maya Fernández (quien después regresó a Chile). Posterior a la caída y muerte de su padre, se exilió e instaló en Cuba. El hijo nacido en La Habana —Alejandro Salvador Allende— fue inscrito, por decreto de Fidel Castro, invirtiendo los apellidos y colocando el de la madre primero, para impedir que se perdiera el del presidente chileno. Alejandro reside en Nueva Zelanda. Alejandro, después de adulto, volvió a usar primero el apellido de su padre, Fernández.
Beatriz Allende trabajó en el Comité Chileno de Solidaridad Antiimperialista en La Habana, donde desempeñó el cargo de secretaria ejecutiva.

## Muerte
Cuatro años después del golpe de Estado comandado por Augusto Pinochet, terminó suicidándose de un disparo con una pistola en La Habana. Fue sepultada en el Panteón de las Fuerzas Armadas Revolucionarias en el Cementerio de Colón de la capital cubana. Posteriormente sus restos fueron trasladados al panteón familiar del Cementerio General de Santiago de Chile.
Antes de morir le confió sus hijos Maya y Alejandro a Mitzi Contreras, hermana de Miria Contreras, la secretaria personal del presidente Salvador Allende.

## Homenajes póstumos
Para reivindicar su figura, las militantes del Partido Progresista de Chile decidieron llevar su nombre, organizándose en el Frente de Mujeres Progresistas Tati Allende, que se lanzó el 11 de octubre de 2018, en el aniversario de su fallecimiento, acompañado de una canción en su homenaje compuesta por Mónica Berríos.
Sumado a esto, la Brigada Universitaria Socialista de la Universidad Diego Portales lleva el nombre de Beatriz Allende. Siendo un homenaje decidido en unanimidad por sus integrantes.